# Hüseyin Erçetin
Hüseyin Erçetin (ur. 4 października 1911 w Beypazarı, zm. 25 kwietnia 1993 w Ankarze) – turecki zapaśnik walczący w stylu wolnym. Olimpijczyk z Berlina 1936, gdzie zajął siódme miejsce w wadze półśredniej.

## Letnie Igrzyska Olimpijskie 1936
| Konkurencja      | Rundy eliminacyjne   | Rundy eliminacyjne  | Rundy eliminacyjne  | Klas. końcowa |
| Konkurencja      | Przeciwnik I         | Przeciwnik II       | Przeciwnik III      | Miejsce       |
| ---------------- | -------------------- | ------------------- | ------------------- | ------------- |
| 72 kg styl wolny | Jean Jourlin (FRA) P | William Fox (GBR) Z | Frank Lewis (USA) P | 7.            |